# Verbandsgemeinde Wörth
Die Verbandsgemeinde Wörth ist eine ehemalige Verbandsgemeinde im Landkreis Germersheim in Rheinland-Pfalz.

## Geschichte
Die Verbandsgemeinde wurde am 22. April 1972 mit dem Dreizehnten Landesgesetz über die Vereinfachung der Verwaltungsgliederung im Lande Rheinland-Pfalz gebildet. Somit wurden Büchelberg, Maximiliansau, Schaidt und Wörth Ortsgemeinden der Verbandsgemeinde.
Zum 8. Juni 1979 wurde Büchelberg nach Wörth eingemeindet. Am 10. Juni 1979 wurden dann Maximiliansau und Schaidt nach Wörth eingemeindet, wodurch die Verbandsgemeinde aufgelöst wurde. Gleichzeitig wurde Wörth am Rhein zu einer verbandsfreien Stadt erhoben.